# G.723
G.723 — стандарт кодирования речи, принятый организацией ITU-T в 1988 году. Стандарт описывает широкополосный кодек, преобразующий звуковой сигнал с использованием АДИКМ и работающий на скоростях 24 и 40 кбит/с.
В настоящее время стандарт замещён стандартом G.726 и является устаревшим.
Организация ITU-T использовала очень похожий номер для стандарта G.723.1, описывающего совершенно другой способ кодирования сигнала. Путаница усугубляется тем, что очень популярный на сегодняшний день кодек G.723.1 часто для краткости называют просто G.723.